# Comté de Yellow Medicine
Le comté de Yellow Medicine est situé dans l’État du Minnesota, aux États-Unis. Il comptait 11 080 habitants en 2000. Son siège est Granite Falls.